# Berlinde de Bruyckere
Berlinde De Bruyckere (nascida em 1964) é uma artista contemporânea belga que trabalha com escultura e instalação. Suas esculturas usam formas corporais. Seu trabalho é influenciado por imagens religiosas, mitologia e o Renascimento Flamengo.. Os temas em suas obras de arte exibem experiência humana, existência e emoção crua.

## Introdução
Berlinde De Bruyckere é uma das artistas belgas contemporâneas mais relevantes no cenário internacional, reconhecida por suas esculturas em cera, madeira, tecido e resina, que tratam da vulnerabilidade do corpo, da dor e da memória histórica. Sua obra ocupa uma posição singular na arte contemporânea, ao fundir referências mitológicas, religiosas e existenciais em formas que oscilam entre o humano e o animal, o vivo e o morto.

## Formação e Primeiros Anos
Berlinde De Bruyckere nasceu em 1964, em Gand, Bélgica. Formou-se na Koninklijke Academie voor Schone Kunsten (Academia Real de Belas Artes) de Gand entre 1982 e 1986. Durante sua formação, De Bruyckere já demonstrava interesse pelas questões da corporeidade e da matéria viva, áreas que viriam a constituir o núcleo de sua prática artística.
Segundo Mieke Bal, "a educação artística de De Bruyckere fundamentou-se menos na ideia da representação do real e mais na investigação das possibilidades expressivas da materialidade". Esse enfoque inicial foi fundamental para a evolução de sua linguagem escultórica.

## Desenvolvimento da Carreira
A trajetória profissional de De Bruyckere consolidou-se a partir da década de 1990, momento em que começou a atrair atenção internacional. Suas primeiras obras — como as instalações de cobertores dobrados, expostas na Bienal de Veneza de 2003 — já apontavam para temas que se tornariam centrais em sua produção: o abrigo, a memória coletiva e o trauma.
Como observa Angela Mengoni, "os primeiros trabalhos de De Bruyckere, utilizando objetos do cotidiano como cobertores, enraízam-se na ideia de proteção e, simultaneamente, de desamparo.
Ao longo dos anos 2000, a artista aprofundou sua pesquisa sobre o corpo fragmentado, criando esculturas de corpos humanos e animais mutilados ou amalgamados, sempre utilizando cera como principal material. A textura orgânica e vulnerável de suas obras intensificava o caráter emocional e metafórico de seu discurso plástico.
Sua participação na Bienal de Veneza de 2013, representando o Pavilhão da Bélgica com a instalação Kreupelhout – Cripplewood, em colaboração com o escritor J. M. Coetzee, marcou um dos momentos mais altos de sua carreira. Nesta obra, um grande tronco de árvore ferido, modelado em cera e sustentado por suportes ortopédicos, evoca simultaneamente o corpo humano em sofrimento e a natureza devastada, em uma poderosa alegoria da ferida universal.

## Temas e Estilo
A obra de De Bruyckere é marcada por uma intensa tensão entre a beleza formal e a angústia existencial. Como nota Philippe Van Cauteren, "a sua estética encontra-se em permanente estado de suspensão entre o sublime e o grotesco".
Entre os principais temas que permeiam sua produção, destacam-se:
- Vulnerabilidade e sofrimento: De Bruyckere vê o corpo como um locus da dor e da resistência. Suas esculturas frequentemente remetem a corpos exaustos, feridos ou transformados.

- Metamorfose e hibridismo: Suas figuras, muitas vezes, oscilam entre o humano e o animal, refletindo sobre as fronteiras da identidade.

- História e mitologia: A artista recorre a narrativas bíblicas, mitológicas e literárias para criar imagens atemporais que ressoam com o inconsciente coletivo.

- Materialidade: A cera, pela sua capacidade de evocar a pele e a carne, é um meio privilegiado em sua prática, frequentemente combinada com madeira, tecidos antigos e metais.

## Recepção Crítica
A crítica tem enfatizado o caráter profundamente emocional e simbólico da obra de De Bruyckere. Para Marina Warner, "suas esculturas desenterram uma camada profunda de medo e ternura, reatando com tradições antigas da arte votiva e da ex-voto. De Bruyckere é vista como uma artista que renova a tradição escultórica europeia, reapropriando elementos da iconografia cristã e dos relicários medievais, mas de maneira secularizada e existencial.
Além disso, sua prática é frequentemente associada ao conceito de "precariedade" na arte contemporânea, conforme proposto por Judith Butler, uma vez que suas figuras materializam o estado de exposição e desamparo que caracteriza a existência moderna.

## Principais Exposições
- 2000 – In Flanders Fields, Ieper, Bélgica.

- 2003 – 50ª Bienal de Veneza, Itália.

- 2006 – De Pont Museum of Contemporary Art, Tilburg, Países Baixos.

- 2013 – 55ª Bienal de Veneza, Pavilhão da Bélgica (Kreupelhout – Cripplewood).

- 2015 – Gemeentemuseum Den Haag, Países Baixos.

- 2019 – Hauser & Wirth, Somerset, Reino Unido.

Berlinde De Bruyckere construiu uma carreira notável ao dar voz, através da escultura contemporânea, à vulnerabilidade intrínseca do ser humano e à precariedade da vida. Seu trabalho, profundamente enraizado na história cultural europeia, oferece um dos testemunhos mais pungentes da arte do nosso tempo, desafiando as fronteiras entre beleza, horror e transcendência.